# Pristimantis pugnax
Espèce
Synonymes
- Eleutherodactylus pugnax Lynch, 1973

Statut de conservation UICN

 CR  : 
En danger critique
Pristimantis pugnax est une espèce d'amphibiens de la famille des Craugastoridae.

## Répartition
Cette espèce se rencontre entre 1 660 et 2 540 m d'altitude sur le versant Est de la cordillère Orientale :
- en Équateur dans les provinces de Napo et de Sucumbíos ;
- en Colombie dans les départements de Putumayo et de Caquetá.

## Description
La femelle holotype mesure 30,8 mm et le mâle paratype 22,1 mm.

## Publication originale
- Lynch, 1973 : A new species of Eleutherodactylus (Amphibia: Leptodactylidae) from Andean Ecuador. Bulletin of the Southern California Academy of Sciences, vol. 72, no 2, p. 107-109 (texte intégral).